# Robert Jenson
Robert William Jenson (1930–2017) foi um importante teólogo luterano e ecumênico americano. Por sete anos foi diretor do Centro de Investigação Teológica do Seminário Teológico de Princeton. Ele foi o co-fundador do Centro de Teologia Católica e Evangélica e é conhecido por sua Teologia Sistemática de dois volumes publicada entre 1997 e 1999.

## Vida como estudante
Jenson nasceu em 2 de agosto de 1930, em Eau Claire, Wisconsin. Ele estudou clássicos e filosofia no Luther College no final dos anos 1940, antes de iniciar os estudos teológicos no Luther Seminary em 1951. Devido a um acidente de carro, ele perdeu a maior parte dos estudos do primeiro ano do seminário e, durante esse ano, mergulhou nas obras de Immanuel Kant e Søren Kierkegaard. Jenson começou a ler estudiosos histórico-críticos como Hermann Gunkel e Sigmund Mowinckel e, como resultado, tornou-se profundamente interessado nos textos bíblicos e no significado teológico do Antigo Testamento.
No Luther Seminary, Jenson foi assistente do renomado teólogo luterano ortodoxo, Herman Preus. Preus infundiu em Jenson uma admiração pela teologia do escolasticismo luterano pós-Reforma e uma forte crença na compreensão luterana ortodoxa da predestinação . Diferente da maioria dos docentes do Seminário Lutero daquela época, que acreditavam que Deus elegia indivíduos para a salvação com base na "fé prevista", Preus sustentava que Deus havia decretado a salvação de um número definido de eleitos, sem um decreto de reprovação. Outras influências no Seminário Lutero incluíram Edmund Smits, que apresentou a Jenson a obra de Agostinho de Hipona, e o colega estudante Gerhard Forde, que o apresentou à obra de Rudolf Bultmann. Enquanto estudava no seminário, Jenson também conheceu e se casou com Blanche Rockne, que se tornou um dos maiores estímulos para seu trabalho teológico (um de seus livros posteriores inclui uma dedicatória a Blanche, "a mãe de toda a minha teologia"). 

## Início de carreira
A dissertação de doutorado de Jenson (revisada e publicada em 1963 como Alpha e Omega) foi concluída em Basel, com a aprovação de Barth, e então Jenson voltou para o Luther College, onde continuou a estudar Barth enquanto também desenvolvia um interesse crescente na filosofia de G. W. F. Hegel. O corpo docente do departamento de religião ficou desconfortável com o liberalismo teológico de Jenson, e sua abertura à crítica bíblica e à biologia evolucionária foi fortemente condenada. Quando a faculdade não conseguiu forçar a aposentadoria de Jenson, vários professores dos departamentos de religião e biologia pediram demissão em protesto. De 1960 a 1966, Jenson ficou com a tarefa de ajudar a reconstruir um departamento de religião inteiro, e ele se envolveu especialmente no desenvolvimento de um novo departamento de filosofia. Durante esses anos, ele também escreveu A Religion Against Itself (1967), que criticava fortemente a cultura religiosa americana dos anos 1960.
Jenson deixou o Luther College para passar três anos como Reitor e Tutor de Estudos Luteranos no Mansfield College, Universidade de Oxford, quando ele foi capaz de se concentrar pela primeira vez no ensino de teologia e foi profundamente influenciado por seus encontros com o anglicanismo e com o culto ecumênico, marcando um período criativo e produtivo na carreira de Jenson. Em O conhecimento das coisas esperadas (1969), ele procurou integrar as tradições da hermenêutica europeia e da filosofia analítica inglesa, ao mesmo tempo que se inspirou em teólogos patrísticos e medievais como Orígenes e Tomás de Aquino. E em Deus depois de Deus (1969), ele procurou ir além da teologia da "morte de Deus ", enfatizando o atualismo e a futuridade do ser de Deus. A proposta avançada em Deus depois de Deus era em muitos aspectos paralela à nova "teologia da esperança" que estava sendo desenvolvida na época na Alemanha por jovens estudiosos como Jürgen Moltmann e Wolfhart Pannenberg . Em Oxford, Jenson também supervisionou o trabalho de doutorado de Colin Gunton, que se tornou um dos teólogos sistemáticos mais ilustres e influentes da Grã-Bretanha.
Em 1968 Jenson voltou para os Estados Unidos em 1968 e assumiu um cargo no Seminário Luterano em Gettysburg . Seu trabalho aqui se concentrou em parte em temas distintamente luteranos, especialmente nos livros Lutheranism (1976) e Visible Words (1978). Ele também começou a se envolver profundamente com o pensamento patrístico (especialmente com Gregório de Nissa, Cirilo de Alexandria e Máximo, o Confessor), o que o levou a desenvolver uma nova proposta criativa para a teologia trinitária em The Triune Identity (1982).
Além disso, como resultado de seu encontro com o anglicanismo em Oxford, Jenson foi nomeado para a primeira rodada do diálogo ecumênico luterano-episcopal em 1968. Este foi o início de seu longo envolvimento com o movimento ecumênico, que moldaria profundamente sua teologia posterior. Com George Lindbeck, ele se envolveu no diálogo católico romano-luterano; e em 1988, ele passou um tempo no Instituto de Pesquisa Ecumênica de Estrasburgo . Ao longo de sua carreira, a teologia de Jenson continuou a se mover em uma direção cada vez mais católica, conservadora e ecumênica. Ele interagiu extensivamente com o trabalho de teólogos católicos como Joseph Ratzinger (Papa Bento XVI) e Hans Urs von Balthasar e com teólogos ortodoxos orientais como Máximo, o Confessor, Ioannis Zizioulas e Vladimir Lossky.

## Carreira posterior
Após duas décadas ensinando no Seminário Teológico Luterano em Gettysburg, Jenson mudou-se em 1988 para o departamento de religião do St. Olaf College em Northfield, Minnesota. Ele foi acompanhado em Northfield por seu amigo Carl Braaten, e juntos eles fundaram o conservador Centro de Teologia Católica e Evangélica em 1991. A fundação deste centro marcou um novo período de intenso envolvimento ecumênico para Jenson: com Braaten, ele organizou várias conferências ecumênicas e começou a publicar a revista teológica Pro Ecclesia, onde permaneceu como editor sênior até sua morte.
Jenson continuou a ensinar no St. Olaf College até 1998, quando se aposentou e assumiu o cargo de bolsista sênior de pesquisa no Center for Theological Inquiry em Princeton, Nova Jersey. Antes de deixar o St. Olaf College, ele concluiu o trabalho em sua magnum opus, a Teologia Sistemática em dois volumes (1997–1999), que desde então tem sido amplamente considerada como uma das obras recentes mais importantes e criativas da teologia sistemática. Em uma revisão deste trabalho, Wolfhart Pannenberg descreveu Jenson como "um dos teólogos mais originais e experientes de nosso tempo".